# سالبوتامول
سالبوتامول (salbutamol) که با نام آلبوترول (albuterol) نیز شناخته می‌شود، دارویی از دسته آگونیست‌های گیرنده β2 است.
رده درمانی: داروهای مقلد سمپاتیک
اشکال دارویی: افشانه، قرص،شربت و تزریق وریدی

## موارد مصرف
- آسم: شایعترین مورد استفاده از سالبوتامول در بیماری آسم می‌باشد. سالبوتامول و به‌طور کلی بتا۲ آگونیست‌ها به عنوان قویترین برونکودیلاتورها و به‌عنوان خط‌اول در درمان حمله آسم استفاده می‌شوند. سالبوتامول هم به عنوان داروی اصلی و سریع الاثر در درمان حمله‌های‌آسم و هم به عنوان داروی نگهدارنده در موارد آسم مزمن مورد استفاده قرار می‌گیرد.
- بیماری انسدادی مزمن ریه (COPD): در موارد عود علایم به صورت تنگی نفس مورد استفاده قرار می‌گیرد.
- برونشیولیت: در موارد خس‌خس شدید و سختی در تنفس به صورت نبولایز مورد استفاده قرار می‌گیرد.
- درد زایمان زودرس: برای مهار دردهای زایمانی ممکن است به صورت وریدی تجویز گردد.

## مکانیسم اثر
سالبوتامول یک مقلد سمپاتیکی با اثر مستقیم است که فعالیت تحریکی بتا-آدرنوسپتور و فعالیت انتخابی نسبت به گیرنده‌های بتا-۲ دارد (یک آگونیست بتا۲می‌باشد). هنگامی که به صورت استنشاقی تجویز گردد موجب شل شدن عضلات صاف جدار برونش‌ها شده به عنوان یک گشادکننده برونش عمل می‌کند. بروز عملکرد بعد از ۱ تا ۲ دقیقه میباشد

## تداخلات دارویی
مهمترین داروهایی که با سالبوتامول تداخل دارند شامل موارد زیر است که میتواند موجب کاهش  یا افزایش تاثیر سالبوتامول و افزایش عوارض ناخواسته میشود:
- بتا بلاکر ها ( از جمله پروپرانول)
- دیگوکسین
- کاتکول‌آمین ها ( از جمله اپی نفرین)
- داروهای ضد افسردگی سه حلقه ای

مهمترین تداخل دارویی سالبوتامول با دیگوکسین است که موجب افزایش مسمومیت دارویی و ظهور آریتمی های قلبی میشود.

## عوارض جانبی
شایع‌ترین علایم گزارش شده سردرد، سرگیجه، افزایش فشارخون، افزایش ضربان قلب، اضطراب، هیجان پذیری، مشکلات خواب، لرزش خفیف دست‌ها، گرگرفتگی، تغییر اشتها، استفراغ، ناراحتی معده، کرامپ‌ های عضلانی، خشکی دهان و سوزش حلق است.